# Gandajika
Gandajika eller Ngandajika er en by i Lomami- provinsen i Den Demokratiske Republik Congo . Det er det administrative centrum for territoriet af samme navn. Byen ligger på RS-vej 815 132 km km sydvest for provinshovedstaden Kabinda.
Som territorial hovedstad for 52.858 vælgere registreret i 2018, har lokaliteten status som en landkommune på mindre end 80.000 vælgere, med 7 kommunalbestyrere i 2019.